# Prostanthera ovalifolia
Prostanthera ovalifolia es una de las especies del género endémico australiano Prostanthera en la familia Lamiaceae. 

## Descripción
Se trata de un arbusto de hasta 4 m de altura, típicamente 2,5 m, erecto, ramificado, extendido y denso. Es globalmente poco o nada aromático, excepto las hojas que sí lo son mucho. Las ramas y ramitas, que son de sección cuadrangular, son cubiertas por glándulas sésiles dispersas y pelos cortos y curvos. Las hojas, verdes, tienen el limbo de forma ovalado estrecho hasta casi circular, de 0,5-4 cm de largo por 0,3-1 cm de ancho, de base decurrente con el peciolo de 1-6 mm y márgenes enteros u obtusamente paucidentados y llanos o ligeramente recurvados. A diferencia de las ramas, están densamente cubiertas de glándulas aparentemente más o menos sentadas y con pelos solo en la nervadura principal. Las flores están organizadas en muy prolíficas inflorescencias —hasta tapar casi por completa el follaje— terminales de tipo botrioide. Dichas flores, con bractéolas milimétricas caedizas, tienen un cáliz, glabro o casi pero con glándulas aparentemente sentadas, de 2-3 mm de largo con tubo de 1-2 mm, bilabiado desigual con el labio superior, algo recurvado, de 0,5-1,5 mm y acrescente hasta 6 mm en la fructificación. La corola, con tubo corto y dilatada apicalmente, mide 6-10 mm y puede ser de diversos coloridos, desde malva hasta purpúreo, pasando por el azul y el rosado, raramente blanco. Los conectivos de las anteras de los estambres son desprovistos de apéndices o los tienen muy cortos (0,5 mm). El fruto se queda encerrado en el cáliz persistente por el labio inferior reflejo de este último.

## Glándulas secretoras de aceites esenciales
Las glándulas de las dos caras de las hojas y también del cáliz, aparantamente sésiles, son en realidad tricomas peltatos —un tipo común en muchas especies de Lamiaceae— y están constituidos por una o dos células basales incrustadas en la epidermis, un corto pedúnculo unicelular con las paredes fuertemente cutinizadas y una cabeza segmentada de unos 80-120μ de diámetro, compuesta siempre de 16 células secretoras coincidentes con la segmentación radiada superficial de la cobertura cutícular que determina y delimita una cavidad de almacenamiento; dichas células, prácticamente hundidas en un hueco superficial de la epidermis —de allí su apariencia sésil—, secretan un aceite esencial particuliarmente rico en 1,8-cineol y una cantidad significativa de p‐cimeno y del éter sesquiterpeno cis‐dihydroagarofuran que se acumula —acompañado de una fase acuosa— en dicha cavidad subcuticular.

## Distribución y hábitat

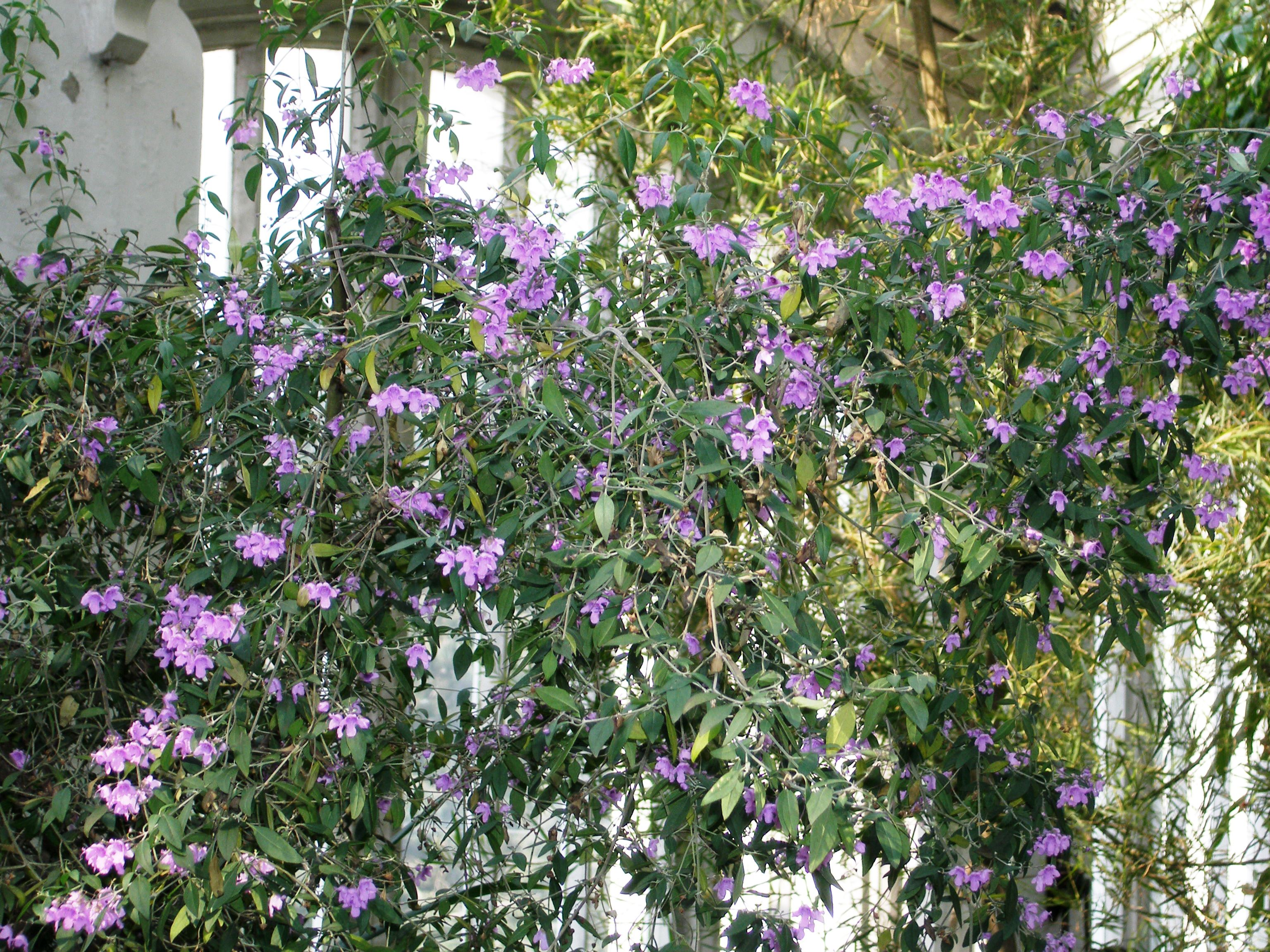
Vista general de un ejempler cultivado en el Real Jardín Botánico de Kew (Gran Bretaña).

Su distribución natural se limita al Este australiano (Queensland, Nueva Gales del Sur y Victoria), donde crece ampliamente en los bosques esclerófilos secos o húmedos sobre suelos arenosos. Existen unas cuantas citaciones dudosas en otras zonas (alrededores de Adelaide y extremo Sur de Tasmania). Florece entre los meses de agosto y noviembre, la primavera austral.

## Taxonomía
Prostanthera ovalifolia fue someramente descrito , sin figuración y junto a otras 12 especies del género, por Robert Brown y publicado en Prodromus Florae Novae Hollandiae, vol. 1, p. 509, en 1810.
Etimología
- Prostanthera: nombre genérico que deriva del griego προσταη, apéndice y αντερα, antera, pues el conectivo de las anteras de muchas de sus especies tienen una protuberancia apendicular en forma de espolón.[8][1]

- ovalifolia: epíteto latino construido a partir de los vocablos ōvum, -i —del griego ώόν—, huevo, de forma oval, y fǒlǐum, -ĭi, hoja; o sea «con hojas de forma ovalada».

Sinonimia
- Prostanthera atriplicifolia A.Cunn.
- Prostanthera latifolia (Benth.) Domin
- Prostanthera ovalifolia var. latifolia Benth.[9]

## Usos y cultivo
Es una especie muy apreciada para jardinería por sus aroma, colores, rápido crecimiento —hasta 2,5 m de altura— y prolífica floración, que hacen que sea la especie más cultivada del género.
Necesita húmeda y, por eso, cuando empieza a marchitarse, es un excelente indicador de la necesidad de riego del jardín donde crece.
La propagación es fácil por medio de esquejes y, también, de semillas, aunque en este caso la germinación se hace más lenta.
En caso de suelos propensos a la aparición del hongo de las raíces Phytophthora cinnamomi, se le puede injertar sobre Westringia fruticosa, otra especie de la tribu.